# Campionato mondiale maschile under 20 di calcio 2007
Il Campionato mondiale di calcio Under-20 2007, sedicesima edizione del torneo, si disputò in Canada dal 30 giugno al 22 luglio 2007.
La manifestazione ebbe luogo in 6 differenti stadi situati nelle città di Toronto, Edmonton, Montréal, Ottawa, Victoria, e Burnaby (Vancouver), con la cerimonia di apertura nel nuovo impianto di Toronto, il BMO Field, dove si tenne anche la finalissima.
Il 28 giugno 2007, a due giorni dall'incontro inaugurale, erano già stati venduti 950.000 biglietti. Il 3 luglio 2007 venne raggiunta quota 1.000.000. Il torneo vide la partecipazione di 24 squadre provenienti da 6 diverse confederazioni continentali. Il Canada si qualificò automaticamente in quanto nazione ospitante.

## Stadi
| Victoria             | Edmonton Burnaby Ottawa Victoria Montréal Toronto | Toronto                 |
| Royal Athletic Park  | Edmonton Burnaby Ottawa Victoria Montréal Toronto | National Soccer Stadium |
| Capacità: 14,500     | Edmonton Burnaby Ottawa Victoria Montréal Toronto | Capacità: 20,195        |
|                      | Edmonton Burnaby Ottawa Victoria Montréal Toronto |                         |
| Burnaby              | Edmonton Burnaby Ottawa Victoria Montréal Toronto | Ottawa                  |
| Swangard Stadium     | Edmonton Burnaby Ottawa Victoria Montréal Toronto | Lansdowne Park          |
| Capacità: 10,000     | Edmonton Burnaby Ottawa Victoria Montréal Toronto | Capacità: 26,559        |
|                      | Edmonton Burnaby Ottawa Victoria Montréal Toronto |                         |
| Edmonton             | Edmonton Burnaby Ottawa Victoria Montréal Toronto | Montréal                |
| Commonwealth Stadium | Edmonton Burnaby Ottawa Victoria Montréal Toronto | Stadio Olimpico         |
| Capacità: 60,081     | Edmonton Burnaby Ottawa Victoria Montréal Toronto | Capacità: 65,255        |
|                      | Edmonton Burnaby Ottawa Victoria Montréal Toronto |                         |

## Qualificazioni
Alle qualificazioni per accedere al Campionato mondiale di calcio under 20 2007 presero parte 23 squadre nazionali. Il Canada fu ammesso di diritto come nazione ospitante, portando il numero totale dei partecipanti a questo torneo a 24. Il sorteggio per stabilire la composizione dei gruppi della prima fase si svolse il 3 marzo 2007 al Liberty Grand Entertainment Complex di Toronto.
| Confederazione                            | Torneo di qualificazione                        | Qualificata/e                                      |
| ----------------------------------------- | ----------------------------------------------- | -------------------------------------------------- |
| AFC (Asia)                                | Campionato giovanile AFC 2006                   | Giappone Giordania Corea del Sud Corea del Nord    |
| CAF (Africa)                              | Campionato giovanile africano 2007              | Rep. del Congo Gambia Nigeria Zambia               |
| CONCACAF (Nord, Centro America & Caraibi) | CONCACAF U20 Tournament 2007                    | Costa Rica Messico Panama Stati Uniti              |
| CONMEBOL (Sud America)                    | Campionato sudamericano di calcio Under-20 2007 | Argentina Brasile Cile Uruguay                     |
| OFC (Oceania)                             | OFC U20 Tournament 2007                         | Nuova Zelanda                                      |
| UEFA (Europa)                             | Campionato europeo di calcio Under-19 2006      | Austria Rep. Ceca Polonia Portogallo Scozia Spagna |
| Nazione ospitante                         | Nazione ospitante                               | Canada                                             |

## Fase a gruppi

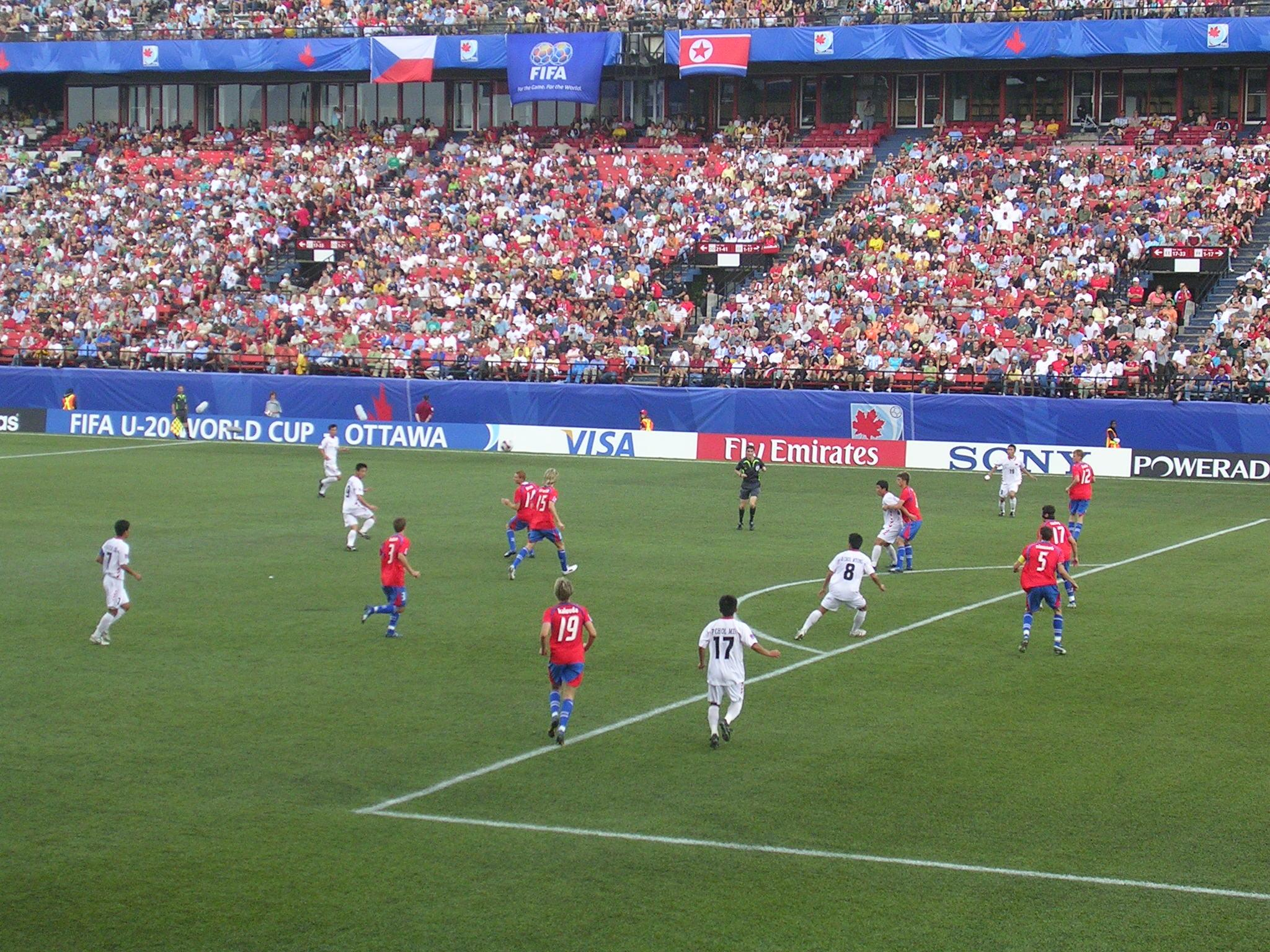
Repubblica Ceca - Corea del Nord a Ottawa il 3 luglio

Le 24 squadre partecipanti erano divise in 6 gruppi da 4 tramite un sorteggio avvenuto il 3 marzo 2007. In ogni gruppo ogni squadra affrontava tutte le avversarie in gare di sola andata per un totale di 6 incontri a girone. Le squadre vincitrici di tutti i gruppi, le seconde classificate e le migliori quattro terze avevano accesso alla fase successiva ad eliminazione diretta (dagli ottavi di finale).
Legenda
|  | Squadre che si sono qualificate agli ottavi di finale come vincitrici del girone o seconde classificate.       |
|  | Squadre che si sono qualificate agli ottavi di finale come una delle quattro migliori terze di tutti i gironi. |
|  | Squadre eliminate nella fase a gruppi.                                                                         |

### Gruppo A
| Squadra        | Pt | Pg | V | Pa | Pe | GF | GS | DR |
| -------------- | -- | -- | - | -- | -- | -- | -- | -- |
| Cile           | 7  | 3  | 2 | 1  | 0  | 6  | 0  | +6 |
| Austria        | 5  | 3  | 1 | 2  | 0  | 2  | 1  | +1 |
| Rep. del Congo | 4  | 3  | 1 | 1  | 1  | 3  | 4  | −1 |
| Canada         | 0  | 3  | 0 | 0  | 3  | 0  | 6  | −6 |

| Arbitro: | Alberto Undiano Mallenco |

|  |           |                                     |
|  | Marcatori | 25’ Medina 54’ Carmona 81’ Grondona |

| Arbitro: | Enrico Wijngaarde |

|                  |           |           |
| Ibara 59’ (rig.) | Marcatori | 7’ Hoffer |

| Arbitro: | Hernando Buitrago |

|            |           |  |
| Okotie 47’ | Marcatori |  |

| Arbitro: | Ravshan Irmatov |

|                                  |           |  |
| Sánchez 49’ Medina 75’ Vidal 82’ | Marcatori |  |

| Arbitro: | Howard Webb |

|  |           |                         |
|  | Marcatori | 26’ Ngakosso 60’ Ikouma |

| Toronto 8 luglio 2007, ore 20:00 UTC-4 | Cile         | 0 – 0 referto | Austria | National Soccer Stadium (19.526 spett.)\| Arbitro: \| Joel Aguilar \| |
| Arbitro:                               | Joel Aguilar |               |         |                                                                       |

### Gruppo B
| Squadra   | Pt | Pg | V | Pa | Pe | GF | GS | DR |
| --------- | -- | -- | - | -- | -- | -- | -- | -- |
| Spagna    | 7  | 3  | 2 | 1  | 0  | 8  | 5  | +3 |
| Zambia    | 4  | 3  | 1 | 1  | 1  | 4  | 3  | +1 |
| Uruguay   | 4  | 3  | 1 | 1  | 1  | 3  | 4  | −1 |
| Giordania | 1  | 3  | 0 | 1  | 2  | 3  | 6  | −3 |

| Arbitro: | Terry Vaughn |

|           |           |                 |
| Salim 41’ | Marcatori | 8’ (rig.) Tembo |

| Arbitro: | Wolfgang Stark |

|                              |           |                       |
| Adrián López 71’ Capel 90+3’ | Marcatori | 47’ Cavani 56’ Suárez |

| Arbitro: | Peter O'Leary |

|            |           |  |
| Cavani 40’ | Marcatori |  |

| Arbitro: | German Arredondo |

|            |           |                                  |
| Njobvu 74’ | Marcatori | 30’ (rig.) Mario Suárez 40’ Mata |

| Arbitro: | Hernando Buitrago |

|                                            |           |                         |
| Adrián López 29’ 32’ 38’ Marcos García 79’ | Marcatori | 48’ Al Zaideh 56’ Salim |

| Arbitro: | Martin Hansson |

|  |           |                             |
|  | Marcatori | 22’ (rig.) Mulenga 51’ Kola |

### Gruppo C
| Squadra       | Pt | Pg | V | Pa | Pe | GF | GS | DR |
| ------------- | -- | -- | - | -- | -- | -- | -- | -- |
| Messico       | 9  | 3  | 3 | 0  | 0  | 7  | 2  | +5 |
| Gambia        | 6  | 3  | 2 | 0  | 1  | 3  | 4  | −1 |
| Portogallo    | 3  | 3  | 1 | 0  | 2  | 4  | 4  | 0  |
| Nuova Zelanda | 0  | 3  | 0 | 0  | 3  | 1  | 5  | −4 |

| Arbitro: | Hernando Buitrago |

|                     |           |  |
| Gama 45’ 61’ (rig.) | Marcatori |  |

| Arbitro: | Ravshan Irmatov |

|  |           |                                                |
|  | Marcatori | 57’ dos Santos 67’ Moreno 89’ Javier Hernández |

| Arbitro: | Joel Aguilar |

|  |           |            |
|  | Marcatori | 22’ Jallow |

| Arbitro: | Howard Webb |

|                                   |           |             |
| dos Santos 48’ (rig.) Barrera 66’ | Marcatori | 89’ Antunes |

| Arbitro: | Wolfgang Stark |

|              |           |                                |
| Condesso 20’ | Marcatori | 44’ (rig.) Jallow 68’ Mansally |

| Arbitro: | Mohamed Benouza |

|            |           |                        |
| Pelter 89’ | Marcatori | 24’ Bermudez 78’ Mares |

### Gruppo D
| Squadra       | Pt | Pg | V | Pa | Pe | GF | GS | DR |
| ------------- | -- | -- | - | -- | -- | -- | -- | -- |
| Stati Uniti   | 7  | 3  | 2 | 1  | 0  | 9  | 3  | +6 |
| Polonia       | 4  | 3  | 1 | 1  | 1  | 3  | 7  | –4 |
| Brasile       | 3  | 3  | 1 | 0  | 2  | 4  | 5  | −1 |
| Corea del Sud | 2  | 3  | 0 | 2  | 1  | 4  | 5  | −1 |

| Arbitro: | Howard Webb |

|                |           |  |
| Krychowiak 23’ | Marcatori |  |

| Arbitro: | Joel Aguilar |

|                    |           |             |
| Shin Young-Rok 38’ | Marcatori | 17’ Szetela |

| Arbitro: | Martin Hansson |

|                                               |           |            |
| Szetela 9’ 51’ Adu 20’ 45+3’ 85’ Altidore 70’ | Marcatori | 5’ Janczyk |

| Arbitro: | Viktor Kassai |

|                         |           |                                        |
| Amaral 35’ Pato 48’ 59’ | Marcatori | 83’ Shim Young-Sung 89’ Shin Young-Rok |

| Arbitro: | Alberto Undiano Mallenco |

|                  |           |                  |
| Leandro Lima 64’ | Marcatori | 25’ 81’ Altidore |

| Arbitro: | Enrico Wijngaarde |

|             |           |                 |
| Janczyk 45’ | Marcatori | 71’ Lee Sang-ho |

### Gruppo E
| Squadra        | Pt | Pg | V | Pa | Pe | GF | GS | DR |
| -------------- | -- | -- | - | -- | -- | -- | -- | -- |
| Argentina      | 7  | 3  | 2 | 1  | 0  | 7  | 0  | +7 |
| Rep. Ceca      | 5  | 3  | 1 | 2  | 0  | 4  | 3  | +1 |
| Corea del Nord | 2  | 3  | 0 | 2  | 1  | 2  | 3  | −1 |
| Panama         | 1  | 3  | 0 | 1  | 2  | 1  | 8  | –7 |

| Ottawa 30 giugno 2007, ore 16:30 UTC-4 | Corea del Nord  | 0 – 0 referto | Panama | Lansdowne Park (26.559 spett.)\| Arbitro: \| Mohamed Benouza \| |
| Arbitro:                               | Mohamed Benouza |               |        |                                                                 |

| Ottawa 30 giugno 2007, ore 19:15 UTC-4 | Argentina      | 0 – 0 referto | Rep. Ceca | Lansdowne Park (26.559 spett.)\| Arbitro: \| Martin Hansson \| |
| Arbitro:                               | Martin Hansson |               |           |                                                                |

| Arbitro: | Alberto Undiano Mallenco |

|                       |           |                 |
| Kalouda 56’ Fenin 66’ | Marcatori | 12’ Kim 89’ Jon |

| Arbitro: | Subkhiddin Mohd Salleh |

|  |           |                                                        |
|  | Marcatori | 20’ 27’ Moralez 23’ Zárate 25’ 62’ Agüero 76’ Di María |

| Arbitro: | Steven Depiero |

|                          |           |              |
| Kalouda 79’ Streštík 82’ | Marcatori | 84’ Barahona |

| Arbitro: | Viktor Kassai |

|            |           |  |
| Agüero 35’ | Marcatori |  |

### Gruppo F
| Squadra    | Pt | Pg | V | Pa | Pe | GF | GS | DR |
| ---------- | -- | -- | - | -- | -- | -- | -- | -- |
| Giappone   | 7  | 3  | 2 | 1  | 0  | 4  | 1  | +3 |
| Nigeria    | 7  | 3  | 2 | 1  | 0  | 3  | 0  | +3 |
| Costa Rica | 3  | 3  | 1 | 0  | 2  | 2  | 3  | −1 |
| Scozia     | 0  | 3  | 0 | 0  | 3  | 2  | 7  | −5 |

| Arbitro: | German Arredondo |

|                                      |           |              |
| Morishima 43’ Umesaki 57’ Aoyama 79’ | Marcatori | 82’ Campbell |

| Arbitro: | Peter O'Leary |

|           |           |  |
| Ideye 75’ | Marcatori |  |

| Arbitro: | Wolfgang Stark |

|  |           |            |
|  | Marcatori | 68’ Tanaka |

| Arbitro: | Terry Vaughn |

|  |           |              |
|  | Marcatori | 49’ 78’ Bala |

| Victoria 7 luglio 2007, ore 17:00 UTC-7 | Giappone         | 0 – 0 referto | Nigeria | Royal Athletic Park (11.500 spett.)\| Arbitro: \| German Arredondo \| |
| Arbitro:                                | German Arredondo |               |         |                                                                       |

| Arbitro: | Subkhiddin Mohd Salleh |

|              |           |                            |
| Reynolds 18’ | Marcatori | 57’ Herrera 90+2’ McDonald |

### Confronto terze classificate
Le migliori quattro squadre giunte terze avanzavano anch'esse alla fase ad eliminazione diretta (dagli ottavi di finale). Di seguito si riporta la classifica
| Gruppo | Squadra        | Pt | Pg | V | Pa | Pe | GF | GS | DR |
| ------ | -------------- | -- | -- | - | -- | -- | -- | -- | -- |
| A      | Congo          | 4  | 3  | 1 | 1  | 1  | 3  | 4  | −1 |
| B      | Uruguay        | 4  | 3  | 1 | 1  | 1  | 3  | 4  | −1 |
| C      | Portogallo     | 3  | 3  | 1 | 0  | 2  | 4  | 4  | 0  |
| D      | Brasile        | 3  | 3  | 1 | 0  | 2  | 4  | 5  | −1 |
| F      | Costa Rica     | 3  | 3  | 1 | 0  | 2  | 2  | 3  | −1 |
| E      | Corea del Nord | 2  | 3  | 0 | 2  | 1  | 2  | 3  | −1 |

## Fase ad eliminazione diretta
|  | Ottavi di finale  | Ottavi di finale  | Ottavi di finale |             |               | Quarti di finale | Quarti di finale | Quarti di finale |  |  | Semifinali | Semifinali | Semifinali |  |  | Finale | Finale | Finale |  |
|  |                   |                   |                  |             |               |                  |                  |                  |  |  |            |            |            |  |  |        |        |        |  |
|  | Austria           | Austria           | 2                |             |               |                  |                  |                  |  |  |            |            |            |  |  |        |        |        |  |
|  | Austria           | Austria           | 2                |             |               |                  |                  |                  |  |  |            |            |            |  |  |        |        |        |  |
|  | Gambia            | Gambia            | 1                |             |               |                  |                  |                  |  |  |            |            |            |  |  |        |        |        |  |
|  | Gambia            | Gambia            | 1                |             | Austria (dts) | Austria (dts)    | 2                |                  |  |  |            |            |            |  |  |        |        |        |  |
|  |                   |                   |                  |             | Austria (dts) | Austria (dts)    | 2                |                  |  |  |            |            |            |  |  |        |        |        |  |
|  |                   |                   | Stati Uniti      | Stati Uniti | 1             |                  |                  |                  |  |  |            |            |            |  |  |        |        |        |  |
|  | Stati Uniti (dts) | Stati Uniti (dts) | Stati Uniti      | Stati Uniti | 1             | 2                |                  |                  |  |  |            |            |            |  |  |        |        |        |  |
|  | Stati Uniti (dts) | Stati Uniti (dts) |                  |             |               |                  |                  |                  |  |  |            |            |            |  |  |        |        |        |  |
|  | Uruguay           | Uruguay           | 1                |             |               |                  |                  |                  |  |  |            |            |            |  |  |        |        |        |  |
|  | Uruguay           | Uruguay           | 1                |             | Austria       | Austria          | 0                |                  |  |  |            |            |            |  |  |        |        |        |  |
|  |                   |                   |                  |             |               |                  |                  |                  |  |  |            |            |            |  |  |        |        |        |  |
|  |                   |                   | Rep. Ceca        | Rep. Ceca   | 2             |                  |                  |                  |  |  |            |            |            |  |  |        |        |        |  |
|  | Spagna            | Spagna            | Rep. Ceca        | Rep. Ceca   | 2             | 4                |                  |                  |  |  |            |            |            |  |  |        |        |        |  |
|  | Spagna            | Spagna            |                  |             |               |                  |                  |                  |  |  |            |            |            |  |  |        |        |        |  |
|  | Brasile           | Brasile           | 2                |             |               |                  |                  |                  |  |  |            |            |            |  |  |        |        |        |  |
|  | Brasile           | Brasile           | 2                |             | Spagna (dtr)  | Spagna (dtr)     | 1 (3)            |                  |  |  |            |            |            |  |  |        |        |        |  |
|  |                   |                   |                  |             | Spagna (dtr)  | Spagna (dtr)     | 1 (3)            |                  |  |  |            |            |            |  |  |        |        |        |  |
|  |                   |                   | Rep. Ceca        | Rep. Ceca   | 1 (4)         |                  |                  |                  |  |  |            |            |            |  |  |        |        |        |  |
|  | Giappone          | Giappone          | Rep. Ceca        | Rep. Ceca   | 1 (4)         | 2 (3)            |                  |                  |  |  |            |            |            |  |  |        |        |        |  |
|  | Giappone          | Giappone          |                  |             |               |                  |                  |                  |  |  |            |            |            |  |  |        |        |        |  |
|  | Rep. Ceca (dtr)   | Rep. Ceca (dtr)   | 2 (4)            |             |               |                  |                  |                  |  |  |            |            |            |  |  |        |        |        |  |
|  | Rep. Ceca (dtr)   | Rep. Ceca (dtr)   | 2 (4)            |             | Rep. Ceca     | Rep. Ceca        | 1                |                  |  |  |            |            |            |  |  |        |        |        |  |
|  |                   |                   |                  |             |               |                  |                  |                  |  |  |            |            |            |  |  |        |        |        |  |
|  |                   |                   | Argentina        | Argentina   | 2             |                  |                  |                  |  |  |            |            |            |  |  |        |        |        |  |
|  | Cile              | Cile              | Argentina        | Argentina   | 2             | 1                |                  |                  |  |  |            |            |            |  |  |        |        |        |  |
|  | Cile              | Cile              |                  |             |               |                  |                  |                  |  |  |            |            |            |  |  |        |        |        |  |
|  | Portogallo        | Portogallo        | 0                |             |               |                  |                  |                  |  |  |            |            |            |  |  |        |        |        |  |
|  | Portogallo        | Portogallo        | 0                |             | Cile (dts)    | Cile (dts)       | 4                |                  |  |  |            |            |            |  |  |        |        |        |  |
|  |                   |                   |                  |             | Cile (dts)    | Cile (dts)       | 4                |                  |  |  |            |            |            |  |  |        |        |        |  |
|  |                   |                   | Nigeria          | Nigeria     | 0             |                  |                  |                  |  |  |            |            |            |  |  |        |        |        |  |
|  | Zambia            | Zambia            | Nigeria          | Nigeria     | 0             | 1                |                  |                  |  |  |            |            |            |  |  |        |        |        |  |
|  | Zambia            | Zambia            |                  |             |               |                  |                  |                  |  |  |            |            |            |  |  |        |        |        |  |
|  | Nigeria           | Nigeria           | 2                |             |               |                  |                  |                  |  |  |            |            |            |  |  |        |        |        |  |
|  | Nigeria           | Nigeria           | 2                |             | Cile          | Cile             | 0                |                  |  |  |            |            |            |  |  |        |        |        |  |
|  |                   |                   |                  |             |               |                  |                  |                  |  |  |            |            |            |  |  |        |        |        |  |
|  |                   |                   | Argentina        | Argentina   | 3             |                  |                  |                  |  |  |            |            |            |  |  |        |        |        |  |
|  | Argentina         | Argentina         | Argentina        | Argentina   | 3             | 3                |                  |                  |  |  |            |            |            |  |  |        |        |        |  |
|  | Argentina         | Argentina         |                  |             |               |                  |                  |                  |  |  |            |            |            |  |  |        |        |        |  |
|  | Polonia           | Polonia           | 1                |             |               |                  |                  |                  |  |  |            |            |            |  |  |        |        |        |  |
|  | Polonia           | Polonia           | 1                |             | Argentina     | Argentina        | 1                |                  |  |  |            |            |            |  |  |        |        |        |  |
|  |                   |                   |                  |             | Argentina     | Argentina        | 1                |                  |  |  |            |            |            |  |  |        |        |        |  |
|  |                   |                   | Messico          | Messico     | 0             |                  |                  |                  |  |  |            |            |            |  |  |        |        |        |  |
|  | Messico           | Messico           | Messico          | Messico     | 0             | 3                |                  |                  |  |  |            |            |            |  |  |        |        |        |  |
|  | Messico           | Messico           |                  |             |               |                  |                  |                  |  |  |            |            |            |  |  |        |        |        |  |
|  | Rep. del Congo    | Rep. del Congo    | 0                |             |               |                  |                  |                  |  |  |            |            |            |  |  |        |        |        |  |

### Ottavi di finale
| Arbitro: | Mohamed Benouza |

|                        |           |           |
| Prödl 45+1’ Hoffer 81’ | Marcatori | 69’ Gómez |

| Arbitro: | Ravshan Irmatov |

|                                  |           |            |
| Cardacio 87’ (aut.) Bradley 107’ | Marcatori | 73’ Suárez |

| Arbitro: | Martin Hansson |

|                                                          |           |                           |
| Piqué 43’ Javi García 84’ Bueno 102’ Adrián López 120+1’ | Marcatori | 39’ Leandro Lima 41’ Pato |

| Arbitro: | Hernando Buitrago |

|                                        |                      |                                     |
| Makino 22’ Morishima 47’ (rig.)        | Marcatori            | 74’ (rig.) Kúdela 77’ (rig.) Mareš  |
| Yasuda Aoki Makino Morishima Kashiwagi | Tiri di rigore 3 – 4 | Fenin Kúdela Suchý Pekhart Okleštěk |

| Arbitro: | Wolfgang Stark |

|          |           |                           |
| Kola 33’ | Marcatori | 3’ Echiejile 57’ Akabueze |

| Arbitro: | Joel Aguilar |

|                             |           |             |
| Di María 40’ Agüero 46’ 86’ | Marcatori | 33’ Janczyk |

| Arbitro: | Viktor Kassai |

|                                                 |           |  |
| dos Santos 23’ (rig.) Esparza 85’ Barrera 90+4’ | Marcatori |  |

| Arbitro: | Subkhiddin Mohd Salleh |

|           |           |  |
| Vidal 45’ | Marcatori |  |

### Quarti di finale
| Arbitro: | Martin Hansson |

|                        |           |              |
| Okotie 43’ Hoffer 105’ | Marcatori | 15’ Altidore |

| Arbitro: | Ravshan Irmatov |

|                                        |                      |                            |
| Mata 110’                              | Marcatori            | 103’ Kalouda               |
| Mata Adrián Valiente Javi García Piqué | Tiri di rigore 3 – 4 | Fenin Suchý Kúdela Pekhart |

| Arbitro: | Howard Webb |

|                                                      |           |  |
| Grondona 96’ Isla 114’ (rig.) 118’ Vidangossy 120+2’ | Marcatori |  |

| Arbitro: | Alberto Undiano Mallenco |

|             |           |  |
| Moralez 45’ | Marcatori |  |

### Semifinali
| Arbitro: | Howard Webb |

|  |           |                     |
|  | Marcatori | 4’ Mičola 15’ Fenin |

| Arbitro: | Wolfgang Stark |

|  |           |                                      |
|  | Marcatori | 12’ Di María 65’ Yacob 90+3’ Moralez |

### Finale per il 3º posto
| Arbitro: | Martin Hansson |

|  |           |                |
|  | Marcatori | 45+1’ Martínez |

### Finale
| Arbitro: | Alberto Undiano Mallenco |

|           |           |                       |
| Fenin 60’ | Marcatori | 62’ Agüero 86’ Zárate |

## Riconoscimenti
| Scarpa d'oro  | Pallone d'oro | Premio Fair-play della FIFA |
| ------------- | ------------- | --------------------------- |
| Sergio Agüero | Sergio Agüero | Giappone                    |

## Classifica marcatori
6 reti
- Sergio Agüero

5 reti
- Adrián López

4 reti
- Jozy Altidore
- Maximiliano Moralez

3 reti
- Ángel Di María
- Erwin Hoffer
- Alexandre Pato
- Martin Fenin
- Luboš Kalouda
- Giovanni dos Santos
- Dawid Janczyk
- Freddy Adu
- Danny Szetela

2 reti
- Mauro Zárate
- Rubin Okotie
- Leandro Lima
- Jaime Grondona
- Mauricio Isla
- Nicolás Medina
- Arturo Vidal
- Ousman Jallow
- Yasuhito Morishima
- Abdallah Salim
- Pablo Barrera
- Ezekiel Bala
- Bruno Gama
- Shin Young-Rok
- Juan Manuel Mata
- Edinson Cavani
- Luis Suárez
- Rodgers Kola

1 rete
- Claudio Yacob
- Sebastian Prödl
- Amaral
- Hans Martínez
- Carlos Carmona
- Alexis Sánchez
- Mathias Vidangossy
- Franchel Ibara
- Gracia Ikouma
- Ermejea Ngakosso
- Pablo Herrera
- Jonathan McDonald
- Ondřej Kúdela
- Jakub Mareš
- Tomáš Mičola
- Marek Streštík
- Pierre Gómez
- Abdoulie Mansally
- Jun Aoyama
- Tomoaki Makino
- Atomu Tanaka
- Tsukasa Umesaki
- Loiy Al Zaideh
- Christian Bermúdez
- Omar Esparza
- Javier Hernández
- Héctor Moreno
- Osmar Mares
- Jack Pelter
- Chukwuma Akabueze
- Uwa Echiejile
- Brown Ideye
- Kwang Ik Jon
- Kum Il Kim
- Nelson Barahona
- Grzegorz Krychowiak
- Antunes
- Feliciano Condesso
- Ross Campbell
- Mark Reynolds
- Lee Sang-ho
- Shim Young-Sung
- Marcos García Barreno
- Alberto Bueno
- Diego Capel
- Javi García
- Gerard Piqué
- Mario Suárez
- Michael Sheehan Bradley
- Clifford Mulenga
- William Njobvu
- Fwayo Tembo

Autorete
- Mathías Cardacio